# Pitsusköngäs

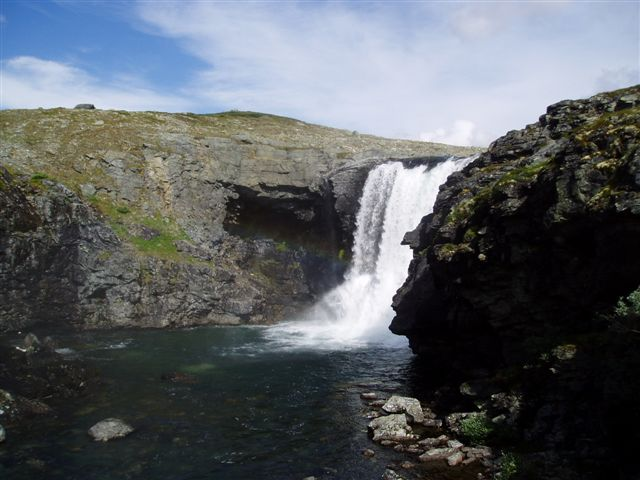
Pitsusköngäs

Pitsusköngäs (samiska: Bihcosgorži) är ett vattenfall i Enontekis kommun i Finska armen i Lappland i Finland. Det är Finlands största vattenfall av Niagara-typ, med en högsta fallhöjd på 17 meter och ett genomsnittligt flöde på 1,7 kubikmeter per sekund. Högsta flöde är 12 m³/s.
Pitsusköngäs ligger i Lapska armens ödemarksområde i väglöst land i nordvästra delen av Enontekis kommun. Den är ett fall i Pitsusjoki (som tillhör Torne älvs avrinningsområde), en kilometer söder om utloppet från sjön Pitsusjärvi/Pihtsusjavri och mellan denna och sjön Vuopmegasjärvi.
Vattenfallet ligger på den 190 kilometer långa sträckan mellan Kautokeino och Kilpisjärvi på den 800 kilometer långa Nordkalottleden, som går genom Finland, Sverige och Norge.

## Bildgalleri

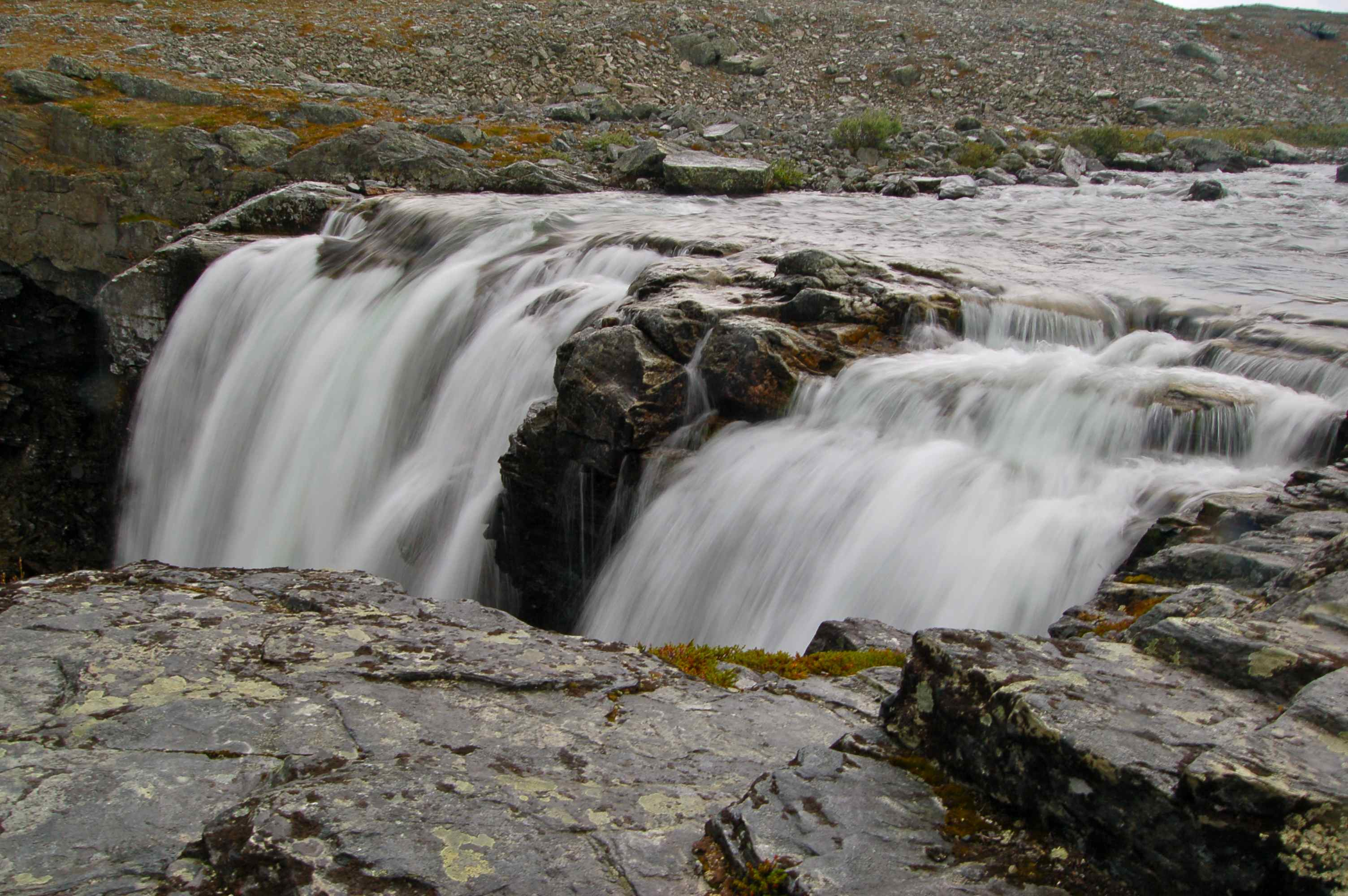
Pitsusköngäs, juli 2010
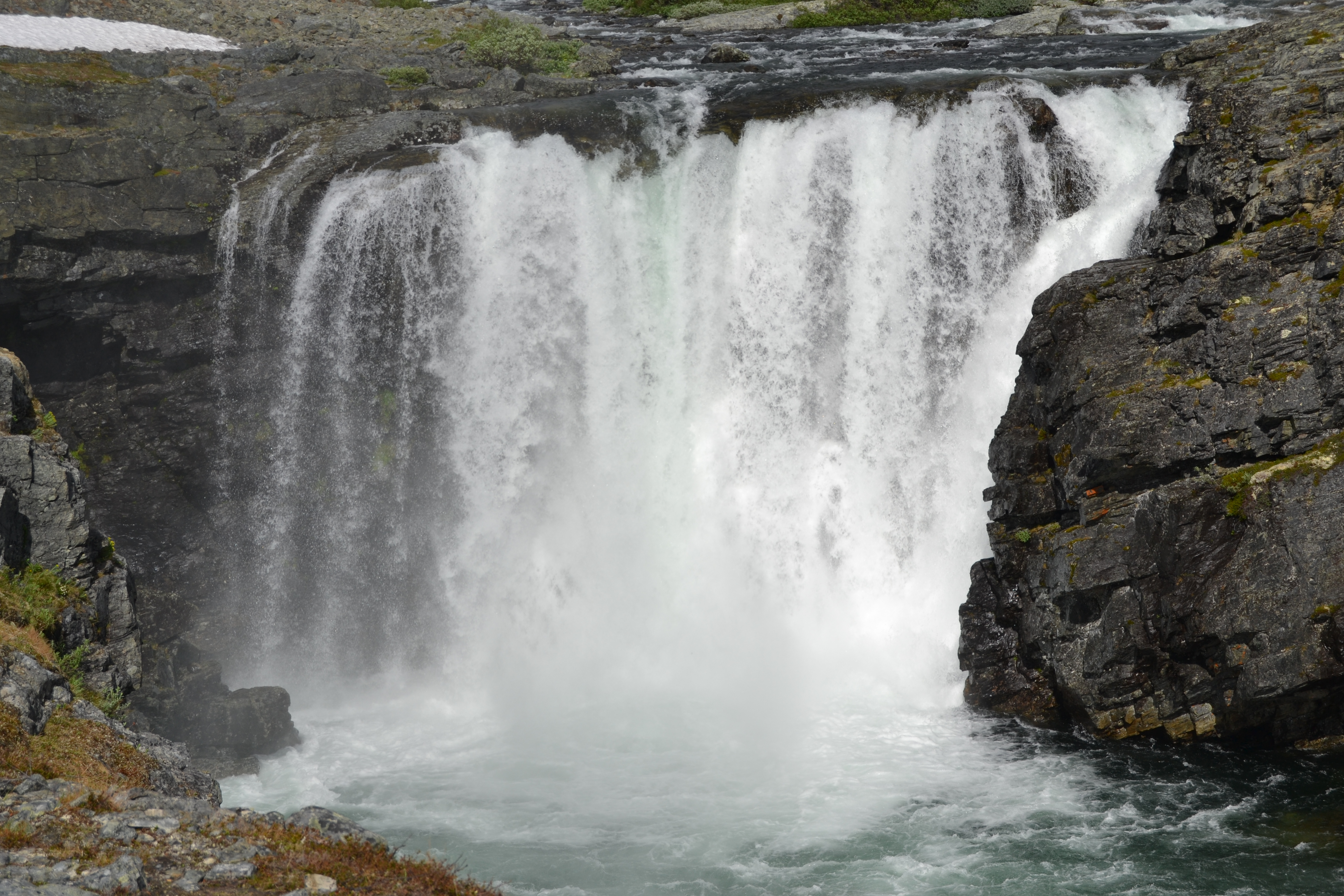
Pitsusköngäs, juli 2020
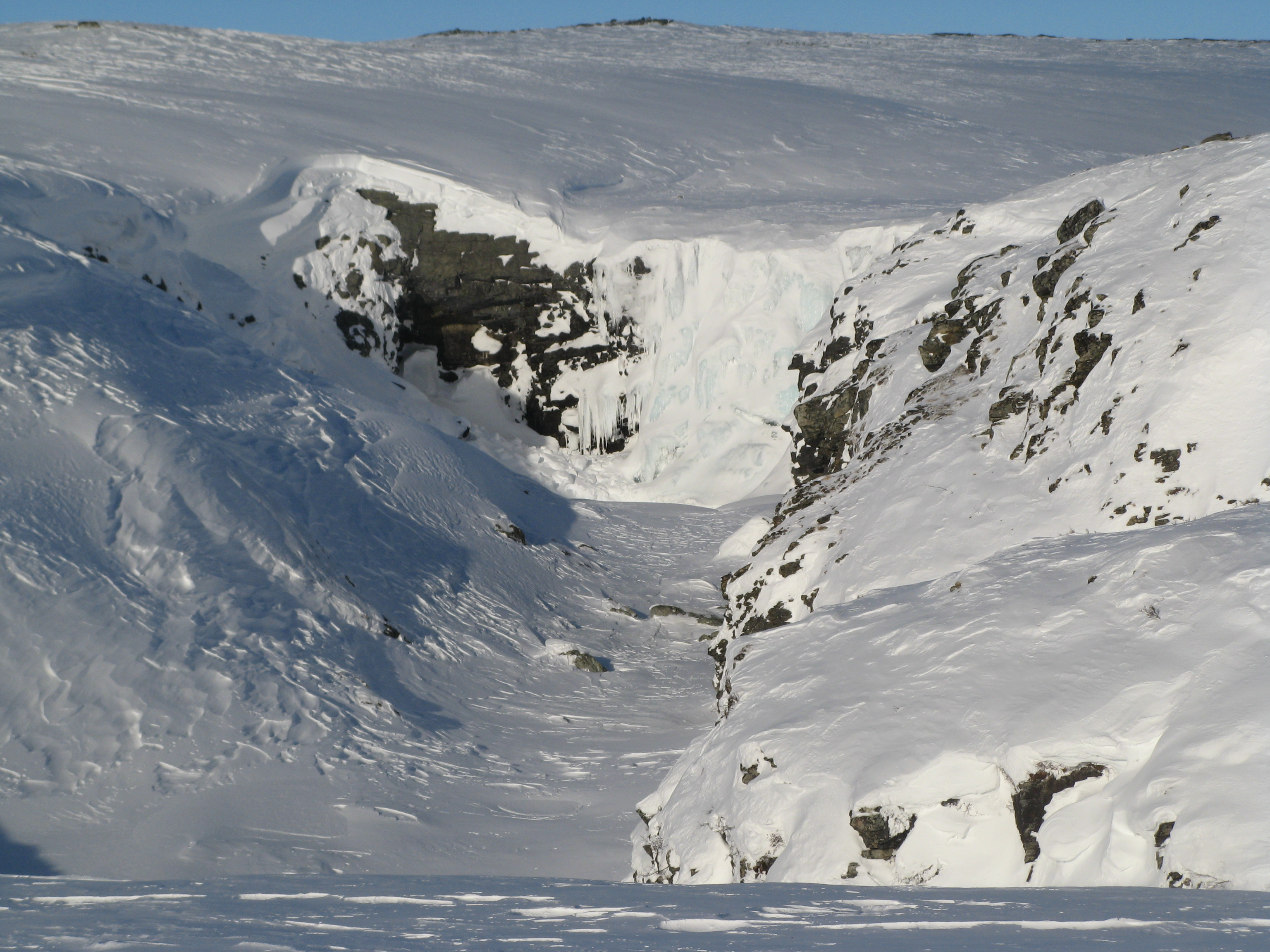
Vattenfallet i mars 2010
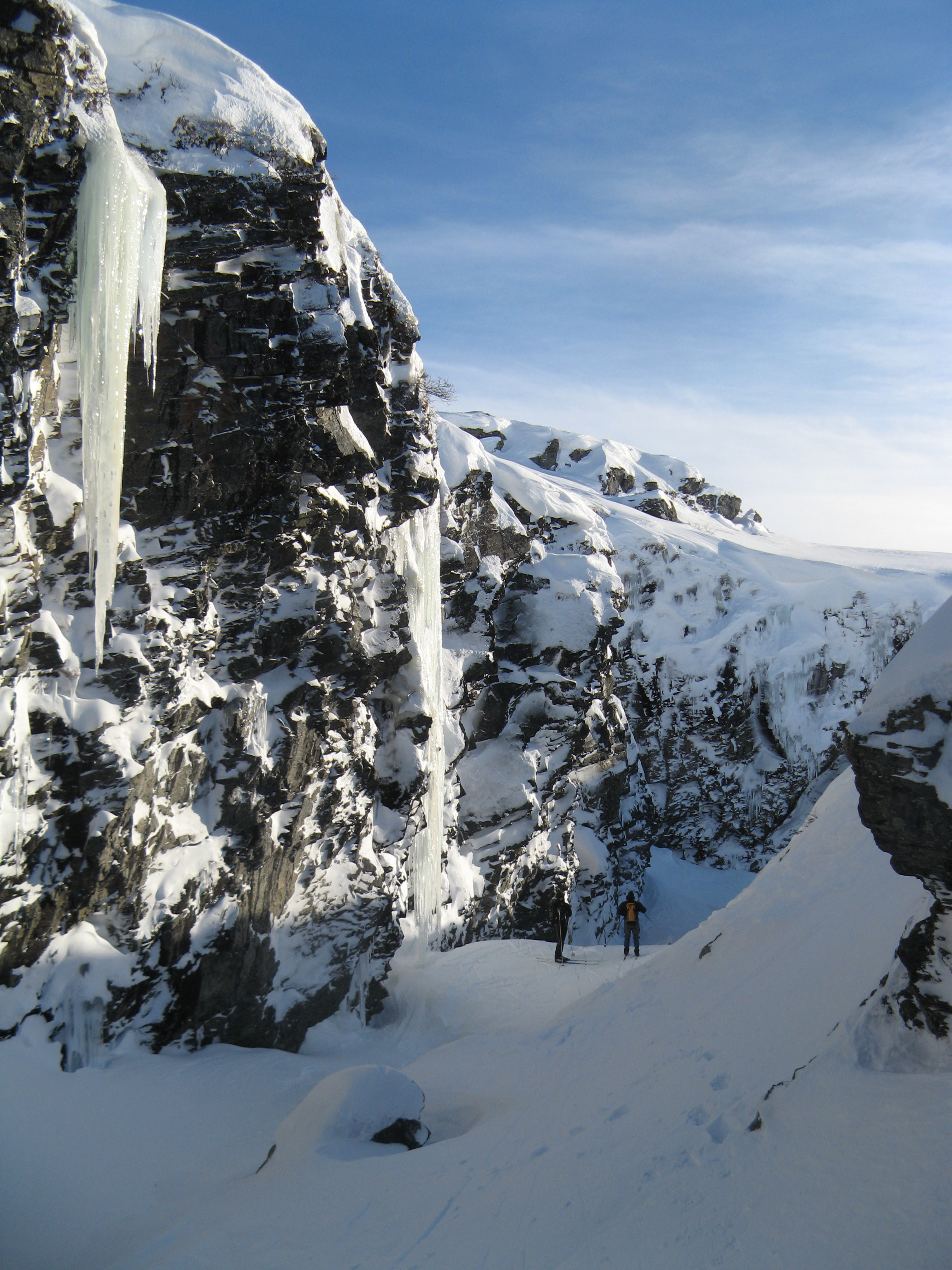
Pitsusköngäs kanjon, mars 2010